# SIPInside
SIPInside est le nom d'un Softphone basé sur le protocole SIP.
Il permet de passer des appels téléphoniques depuis un PC.
Il peut s'installer et fonctionner de façon autonome à partir d'une clé USB, à partir d'un PC connecté à internet, ce qui a l'avantage de ne pas risquer d'y laisser des données personnelles.